# فاجعه پاتریا

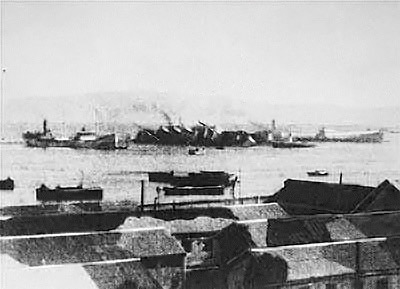
لحظه غرق شدن اس اس پاتریا در بندر حیفا

فاجعه پاتریا غرق شدن یک کشتی اقیانوس پیمای ۱۱٫۸۸۵ تنی Patria توسط سازمان شبه نظامی یهودی هاگانا در ۲۵ نوامبر ۱۹۴۰ انجام شد. فاجعه انفجار کشتی پاتریا، در بندر حیفا، ۲۶۷ نفر کشته شده و ۱۷۲ نفر زخمی بر جا گذاشت.
در زمان غرق شدن، پاتریا حدود ۱۸۰۰ پناهنده یهودی را از اروپای تحت اشغال نازی‌ها حمل می‌کرد که مقامات بریتانیایی آنها را از فلسطین به موریس خارج می‌کردند، این افراد به خاطر آنکه فاقد مجوز ورود بودند، اخراج شده بودند. سازمان‌های صهیونیستی با این اخراج مخالفت کردند و گروه شبه‌نظامی زیرزمینی هاگانا بمبی را برای از کار انداختن کشتی کار گذاشت تا از خروج آن از حیفا جلوگیری کند.
گروه هاگانا ادعا می‌کند که اثرات انفجار را اشتباه محاسبه کرده است. بمب اسکلت فولادی را از یک طرف کامل کشتی منفجر کرد و کشتی در کمتر از ۱۶ دقیقه غرق شد. انگلیسی‌ها به دلایل بشردوستانه به بازماندگان اجازه دادند در فلسطین بمانند اما اینکه چه کسی مسئول این فاجعه بود و دلیل واقعی غرق شدن پاتریا چه بوده، تا سال ۱۹۵۷ بحث‌برانگیز باقی ماند. پس از آن بود که مونیا مردور، شخصی که بمب را کار گذاشته بود، کتابی دربارهٔ خاطرات خود منتشر کرد.

## بمب‌گذاری
سازمان‌های صهیونیستی در حال بررسی چگونگی خنثی کردن طرح اخراج یهودیان از فلسطین بودند. اعتصاب عمومی تأثیر چندانی نداشت. ایرگون تلاش کرد تا بمبی را روی پاتریا قرار دهد تا کشتی را از کار بیاندازد. هاگانا همچنین به دنبال از کار انداختن پاتریا بود تا او را مجبور به ماندن در بندر برای تعمیرات کند و در نتیجه برای تحت فشار قرار دادن بریتانیایی‌ها برای لغو حکم اخراج، وقت به دست آورد. افسر هاگانا مسئول عملیات اسحاق سده بود که توسط موشه شارت مجوز داده شده بود که در غیاب موقت دیوید بن گوریون که در ۲۲ سپتامبر به ایالات متحده رفته بود و دیگر برنگشت، اداره سیاسی آژانس یهود را رهبری کند.
در ۲۲ نوامبر، مأموران هاگانا یک بمب ۲-کیلوگرم (۴٫۴-پوند) را به صورت مخفیانه وارد کشتی کردند. قرار بود این بمب در ساعت ۹ شب منفجر شود اما عملیات شکست خورد؛ بنابراین دومین بمب، که قدرتمندتر بود در ۲۴ نوامبر به داخل کشتی قاچاق شد و در کنار بدنه داخلی کشتی پنهان شد. در ساعت ۹ صبح ۲۵ نوامبر، این بمب منفجر شد. هاگانا تأثیر بارگیری بمب را اشتباه محاسبه کرده بود و در نتیجه انفجار، سوراخ بزرگی به ابعاد ۳ در ۲ متر (۹٫۸ در ۶٫۶ فوت) در بدنه کشتی ایجاد کرد. به دنبال این انفجار، کشتی تنها در ۱۶ دقیقه غرق شد.

## تلفات
هنگامی که بمب منفجر شد، پاتریا حامل ۱۷۷۰ پناهجو بود که از اقیانوس آرام و میلوس منتقل شده بودند و ۱۳۴ مسافر را از اقیانوس اطلس سوار کرده بودند. بیشتر آنها توسط قایق‌های انگلیسی و عربی که به محل حادثه شتافته بودند نجات یافتند. با این حال، ۲۶۷ نفر مفقود اعلام شدند - بیش از ۲۰۰ پناهنده یهودی به اضافه ۵۰ خدمه و سرباز انگلیسی - و ۱۷۲ نفر دیگر مجروح شدند. بسیاری از کشته شدگان در انبار پاتریا گیر افتاده بودند و نتوانستند فرار کنند، زیرا کشتی به پهلو غلت می‌زد و غرق می‌شد. 209 جسد در نهایت کشف و در حیفا دفن شدند.
انگلیسی‌ها تخمین زدند که ۲۶۷ نفر کشته شدند، اما نه آژانس یهود و نه هاگانا نتوانستند مشخص کنند که چه تعداد از مردم از غرق شدن نجات یافتند و چه تعداد جان باختند.

## عواقب فاجعه

### وضعیت پناهندگان
پناهندگان زنده مانده از پاتریا به همراه ۱۵۶۰ مسافر باقیمانده آتلانتیک به اردوگاه بازداشتی اتلیت منتقل شدند. بعدها، پس از یک کارزار بین‌المللی، به بازماندگان پاتریا اجازه اقامت در فلسطین داده شد. با این حال، سایر مسافران اقیانوس اطلس در ۹ دسامبر به موریس اخراج شدند. برخی از رهبران یه‌شو (جامعه یهودی در فلسطین) استدلال کردند که از دست دادن زندگی بیهوده نبوده است، زیرا، بازماندگان پاتریا اجازه داده شد در کشور بمانند. برخی دیگر اعلام کردند که هاگانا حق ندارد جان مهاجران را به خطر بیندازد، زیرا آنها به میل خود تصمیم نگرفته بودند که در درگیری زیرزمینی یهودیان با مقامات بریتانیا شرکت کنند.

### نقش هاگانا
نقش هاگانا به‌طور علنی فاش نشد و داستانی منتشر شد مبنی بر اینکه تبعید شدگان، از سر ناامیدی، خود کشتی را غرق کرده‌اند. در دسامبر ۱۹۴۵ یکی از روزنامه‌های حزب ماپای، اظهار داشت : "در یک روز تلخ و تند، یک دست بدخواه کشتی را غرق کرد". این نظر توسط معاون سردبیر، اسرائیل کوهن نوشته شده است، که نمی‌دانست همه افراد مسئول، رهبران ماپای هستند. برخی از رهبران هاگانا که از اظهارات روزنامه خشمگین شده بودند، آموس پسر بن گوریون را به دفتر روزنامه فرستادند و او به صورت سردبیر، آیزاک لوفون، سیلی زد. نقش هاگانا سرانجام در سال ۱۹۵۷ زمانی که مونیا مردور، عاملی که بمب را کار گذاشته بود، به‌طور علنی فاش شد. او گفت: "هرگز قصدی برای غرق شدن کشتی وجود نداشت. بریتانیایی‌ها از این موضوع علیه جمعیت یهودی استفاده می‌کردند و آن را به عنوان یک اقدام خرابکارانه در برابر تلاش‌های جنگی نشان می‌دادند." او گفت که مبارزه با تحریم‌ها به نفع هاگانا بود و هدف اولیه اجتناب از تلفات بود.
دستور بمباران توسط موشه شارت صادر شد، زیرا دیوید بن گوریون در زمان بمباران خارج از کشور بود. تلاش شد تا این حادثه به عنوان نماد عزم صهیونیست‌ها ثبت شود، اما این امر تا حد زیادی با شکست مواجه شد. در اوایل ۱۵ دسامبر ۱۹۴۵، آیزاک لوفون به جلسه ماپایی نسبت به تلاش برای "تقدیس" این تراژدی هشدار داد.
هاگانا همچنین یک بدنه تحقیقاتی تشکیل داد تا دریابد که چرا چنین مقدار نسبتاً کمی از مواد منفجره می‌تواند چنین سوراخ بزرگی در کشتی ایجاد کند. بازرسان هاگانا به این نتیجه رسیدند که روبنای قایق در وضعیت نامناسبی قرار داشت و بنابراین قادر به تحمل فشار ناشی از انفجار نداشت.

### در منابع دیگر
رودولف هیرش، نویسنده یهودی-آلمانی که در سال ۱۹۳۹ به فلسطین مهاجرت کرده بود، از نزدیکان آرنولد تسوایگ در آنجا بود، و بعداً با تسوایگ به آلمان شرقی مهاجرت کرد، رمانی با نام پاتریا اسرائیل دربارهٔ این حادثه منتشر کرد.